# Armería de la Guardia Nacional de Piggott
La Armería de la Guardia Nacional de Piggott es una antigua instalación histórica de la Guardia Nacional de Arkansas ubicada en 775 East Main Street, en Piggott (Arkansas). Es una gran estructura de bloques de hormigón de un solo piso, terminada con un revestimiento de ladrillo y rematada por un tejado a dos aguas, con una sección de triforio en la parte superior. El edificio fue erigido en 1956, durante un período en el que los espacios de la armería estaban experimentando un cambio de uso y alcance. El edificio se utilizó como arsenal hasta 2005, cuando el estado lo entregó a la ciudad.
Fue incluido en el Registro Nacional de Lugares Históricos en 2006. El número de referencia NRHP es 06000440.